# Салангана атолова
Саланга́на атолова (Aerodramus pelewensis) — вид серпокрильцеподібних птахів родини серпокрильцевих (Apodidae). Ендемік Палау.

## Опис
Довжина птаха становить 11 см, розмах крил 10,7-11,3 см. Голова чорнувато-коричнева з легким темно-зеленим відтінком, спина чорнувато-коричнева, надхвістя світло-коричневе. Кінчики контрурних пер на верхній частині тіла можуть мати зеленуватий або сірий відтінок, ці відмінності можуть залежати від віку птахів. Горло світле, сріблясто-сіре, нижня частина тіла переважно темно-сіра, гузка темна з помітними смугами, нижня сторона хвоста і крил світліші. Хвіст дещо виїмчастий. Стернові пера довгі, вузькі, однак менш загострені, ніж у інших саланган. Дзьоб і лапи чорні.
Голосові сигнали атолових саланган нагадують дзижчання комах, іноді можна почути тривале щебетання. Також ці птахи використовують низькі металеві клацаючі звуки для ехолокації в печерах.

## Поширення і екологія
Атолові салангани є ендеміками острівної групи Палау. Вони живуть переважно у вологих тропічних лісах. серед скель і гірських ущелин. Живляться комахами, яких ловлять в польоті. Ведуть переважно присмерковий спосіб життя, в цей час формують великі зграї. Невеликі зграйки можуть полювати на птахів вдень. Атолові салангани гніздяться в печерах, формують гніздові колонії. Гнізда робляться зі слини, моху і трави, прикріплюються до скелі печери. Їх ширина становить 95 мм, глибина 35 мм, діаметр заглибини 50 мм. В кладці одне яйце.